# Saguenay
Saguenay (čti [sagne], francouzsky též Ville de Saguenay) je město v kanadské provincii Québec. Leží v údolí stejnojmenné řeky Saguenay v jižní části provincie, 200 km severně od Québecu a 400 km na severovýchod od Montrealu. Město vzniklo v roce 2002 spojením tří, dříve samostatnách měst, Chicoutimi, Jonquière a La Baie s vesnicemi Laterrière, Lac-Kénogami a Shipshaw.

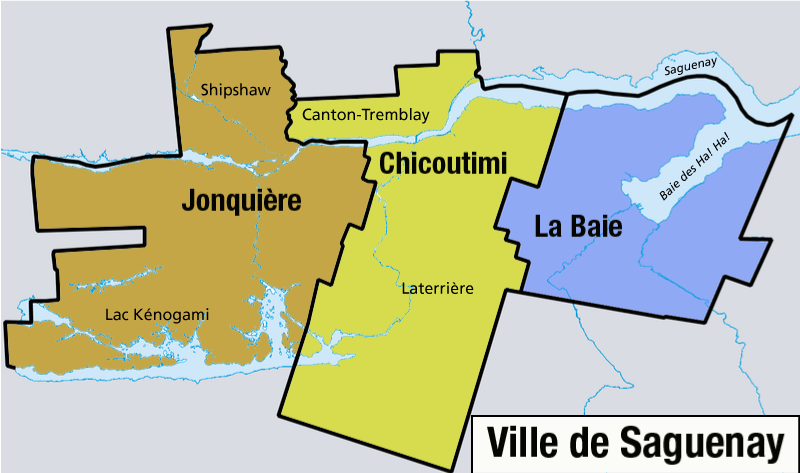
Čtvrti Saguenay

V hospodářství města mají největší význam průmysl dřevařský, papírnický a zpracování hliníku. V blízkosti Saguenay se nachází tři významné vodní elektrárny a říční přístav. Sídlí zde univerzita Université du Québec à Chicoutimi (UQAC).
Město a okolí je známe svým kulturním a sportovním zázemím, existuje zde například několik divadelních těles, sedm muzeí, 19 galerií, dvě lyžařská střediska a čtyři golfová hřiště.
V čtvrti Chicoutimi se narodil brankář NHL Georges Vézina.

## Podnebí
Saguenay má vlhké kontinentální podnebí (Köppen Dfb) s mrazivými zimami a vzhledem k zeměpisné šířce vysokými srážkami. Nachází se v dolině v Kanadském štítu, díky čemuž má mírnější podnebí než okolní vysočina pokrytá subarktickou tajgou. Je zde praktikováno zemědělství a jedná se o jednu z nejsevernějších oblastí osídlení v Quebecu - na sever od údolí se již nachází pouze pustá divočina.